# (989) Швассмания
(989) Швассмания (лат. Schwassmannia) — астероид главного пояса астероидов. Астероид был открыт 18 ноября 1922 года немецким астрономом Фридрихом Швассманом в Гамбургской обсерватории, Германия. Астероид был назван в честь его первооткрывателя.

## Физические характеристики
Период вращения астероида крайне мал и составляет 107,8 часов. Он был вычислен на основании нескольких независимых наблюдений кривых блеска.